# Федералне резерве
Систем савезних резерви (енгл. Federal Reserve System, такође Савезне резерве, у обичном говору Фед) је систем централног банкарства САД.
Систем савезних резерви чине средишњи Савет гувернера у Вашингтону и дванаест обласних банака савезних резерви које се налазе у великим градовима широм САД. Садашња председавајућа Савета гувернера Савезних резерви је Џенет Јелен, која је на том положају наследила Бена Бернакеа у фебруару 2014. године.

## Позадина
Основни чланак: Историја централног банкарства у Сједињеним државама
Прва установа са дужностима централне банке у САД била је Прва банка Сједињених држава, основана 1791. Касније, 1816, основана је Друга банка Сједињених држава. Од 1837. до 1862, у Ери слободног банкарства, није било службене централне банке, док је од 1862. до 1913. ову функцију вршила мрежа (приватних) националних банака (банака одобрених од стране ОЦЦ, агенције Трезора САД). Након низа разарајућих трка на банке, одлучено је да је САД потребан централизован банкарски систем.
Савет Савезних резерви створио је Конгрес САД усвајањем Овен-Глесовог закона, који је потписао председник Вудро Вилсон 23. децембра 1913.

## Улоге и задужења
Главни задаци Савезних резерви су:
- надгледање и регулисање банака;
- спровођење монетарне политике дејствима на отвореном тржишту, одређивањем дисконтне стопе, и одређивањем резервног количника;
- одржавање јаког платног система; и
- контролисање количине новца који се сачини и уништи сваког дана (у сарадњи са Ковницом и Уредом за урезивање и штампање).

Међу осталим задацима су и
- економска истраживања;
- економско образовање;
- допирање до шире заједнице.

## Организација Савезних резерви
Савезне резерве имају Савет гувернера. Савет се састоји од 7 чланова, које поставља председник САД и потврђује Сенат, на период од 14 година, без могућности другог мандата. Гувернер може служити и остатак мандата другог гувернера као додатак на свој редован мандат. Савезни комитет за отворено тржиште (FOMC) чини седам чланова Савета гувернера и пет представника које бирају Банке савезних резерви. Представник другог дистрикта (Њујорка) је стални члан, док остале банке мењају места на две и три године.
Садашњи чланови Савета гувернера су:
- Џенет Јелен, председавајућа
- Роџер В. Фергусон млађи, потпредседавајући
- Сузан Бијес
- Доналд Кон
- Марк Олсон

Након одласка Алана Гринспена и поновног постављења Бена Бернанкеа, у Савету гувернера су упражњена два места.

## Каматне стопе
Савезне резерве спроводе монетарну политику пре свега настојећи да усмери стопу савезних фондова (тзв. преконоћну стопу). Ово је стопа коју банке наплаћују једне другима за преконоћне зајмове савезних фондова. Савет савезних резерви утиче на стопу савезних фондова коришћењем дејстава на отвореном тржишту–куповином и продајом вредносних папира Трезора. Ако Савет жели да повећа количину новца доступног привреди, он купује обвезнице, чиме смањује каматне стопе; ако га пак жели смањити, он обвезнице продаје, што узрокује раст каматних стопа.
Савезне резерве могу такође да непосредно одреде дисконтну стопу, што је каматна стопа коју банке плаћају Феду када се код њих задужују. Међутим, банке радије позајмљују једне од других него непосредно од Савезних резерви. Дисконтна стопа је често виша од стопе савезних фондова, и може такође значити повишени регулаторни надзор банке зајмотражиоца.
Обе ове стопе утичу на најповољнију стопу, која је обично 3 процентна поена виша од стопе савезних фондова. Најповољнија стопа је стопа коју највећи број банака наплаћује за зајмове својим најбољим муштеријама.
Ниже каматне стопе подстичу привредну активност смањујући цену позајмљивања, што потрошачима и предузећима олакшава да купују и граде. Више каматне стопе успоравају привреду повисујући цену задуживања. (За пуније објашњење, види Монетарна политика.) Џон Мејнард Кејнс је развио IS/LM модел да објасни како су повезани потражња за новцем, инвестициона активност, и каматне стопе.
Савезне резерве обично подешавају стопу савезних фондова по 0.25 или 0.50 процентних поена у једном кораку. Од ране 2001. до средине 2003. Савезне резерве су снизиле каматне стопе 13 пута, од 6,25% до 1%, у борби против рецесије. У новембру 2002, када је ова стопа снижена на 1,75%, многе каматне стопе су пале испод стопе инфлације; ово је познато и као негативна каматна стопа, будући да новац који се поврати из зајма, заједно са каматом, минус стопа инфлације, вреди мање од своје првобитне вредности (пре но што је позајмљен). 25. јуна 2003, стопа савезних фондова је смањена на 1%, што је била њена најнижа номинална вредност од јула 1958, када је просечна преконоћна стопа била 0,68%. Почевши крајем јуна 2004, Савезне резерве почеле су са подизањем циљане каматне стопе, као одговором на забринутост од потенцијала за повишену инфлацију од сувише активне привреде. Данас (новембар 2005), стопа је 4%, до које се стигло узастопним повећањима од 0,25%.
Савезне резерве имају ограничен утицај на дугорочније каматне стопе. Оне такође могу покушати да користе дејства на отвореном тржишту до промене ове стопе, али је њихова „куповна моћ“ на тржишту знатно мања од приватних институција. Фед такође може да покуша да вербално „убеди“ тржишта на покрет ка својим жељеним стопама, али ово није увек делотворно.

## Банке резерви
Дванаест обласних Банака савезних резерви, које је установио Конгрес као оперативне полуге америчког централног банкарског система, су уређене увелико попут приватних корпорација–што може довести до извесне забуне о „власништву“ ових банака. На пример, банке резерви издају своје деонице банкама-чланицама. Међутим, поседовање деоница банке резерви је доста другачије од поседовања деоница у приватном предузећу. Банке резерви не раде за профит, а поседовање одређеног броја деоница је, по закону, услов чланства у Систему. Деонице се не могу продавати, трговати, или положити као залог за зајам; дивиденде су законски ограничене на 6% годишње. 
Дивиденде које се плаћају банкама-чланицама се сматрају делимичном надокнадом за одсуство камате на обавезне резерве које банке-чланице полажу код Феда. По закону, банке у Сједињеним државама морају одржавати делимичне резерве, од којих се већина чува на рачуну код Феда. Савезне резерве не плаћају камату на ова средства.
Систем савезних резерви је створен Законом о савезним резервама из 1913. који је „установио нову централну банку осмишљену тако да повећа и прилагодљивост и јачину финансијском систему нације“. Закон је донео систем који је укључивао више обласних банака и седмочлани управни савет. Све националне банке биле су обавезне да се придруже систему, а и друге банке су се могле прикључити. Банке резерви су почеле са радом у новембру 1914. Конгрес је створио записе Савезних резерви (новчанице америчког долара) како би америчкој нацији дао гипку понуду текућег новца. Записи су, било је прописано, издавани Банкама резерви које би их потом предавале банкарским институцијама у складу са јавним потребама.
Дистрикти Савезних резерви су следећи:
1. Бостон  https://web.archive.org/web/20131005213916/http://www.bos.frb.org/. Архивирано из оригинала 05. 10. 2013. г. Приступљено 13. 11. 2005. Недостаје или је празан параметар |title= (помоћ)
2. Њујорк
3. Филаделфија
4. Кливленд
5. Ричмонд
6. Атланта
7. Чикаго
8. Сент Луис
9. Минеаполис
10. Канзас Сити
11. Далас
12. Сан Франциско

## Правни статус и место у власти
Систем савезних резерви је независна владина агенција. Она подлеже законима попут Закона о слободи информација и Закона о приватности који се односе на савезне агенције а не и приватна тела. Међутим, њене одлуке не мора потврдити председник или било ко други у извршној или законодавној власти, она не добија средства од Конгреса, и мандати чланова Савета гувернера се протежу преко неколико председника и сазива Конгреса. Када председник постави члана Савета гувернера, он/она је независан готово као судија Врховног суда САД, мада постављење није доживотно.
У случају Луис против Сједињених држава из 1982, Савезни апелациони суд Деветог округа је утврдио да „Банке савезних резерви нису савезна оруђа за потребе Савезног закона о тужбама за неправду (Federal Torts Claims Act), него независне корпорације, у приватном власништву и под локалном контролом“. У њиховом мишљењу се такође каже да су „Банке резерви исправно сматране савезним оруђима за неке потребе“.

### Утицај власти
Савезне резерве су финансијски независне јер бележе добитак, делом због поседовања државних обвезница. Заправо, Фед влади враћа милијарде долара сваке године. Међутим, они и даље подлежу надзору Конгреса, који повремено прегледа њихове активности и може мењати њихова статутарна задужења. Ради боље комуникације са Конгресом, Фед полугодишње доставља извештај обема домовима. Његову независност од извршне власти појачао је Договор из 1951. Уопште узев, Савезне резерве морају радити унутар оквира укупних циљева економске и финансијске политике које је установила влада.

## Банкарско пословање са делимичном резервом
Основни чланак: Банкарско пословање са делимичном резервом
У својој улози одређивања обавезне резерве у банкарском систему Сједињених држава, Савезне резерве управљају "банкарским пословањем са делимичном резервом". Овим називом означава се уобичајена пракса банака да се само део положених средстава задржава ради задовољавања захтева за повлачење новца, док се остатак пласира у зајмове и инвестиције, одакле и приход за исплату камата полагачима и профит власницима банака. Неки користе овај назив да означе "папирни новац" (енгл. fiat money), односно новац који нема опипљиву подлогу, нпр. у злату.

## Критика Савезних резерви
Савезне резерве посебно, а и банкарско пословање са делимичном резервом и папирни новац уопште, предмет су бројних критика. Међу њима се истичу тврдње да су Савезне резерве изазвале и потом додатно отежале Велику депресију. Аустријска школа економиста за ово криви експанзионистичку монетарну политику Резерви 1920-их година, која је омогућила лошу расподелу капиталних добара и средстава и пружала потпору масивном, неодрживом расту цена акција (који је завршен крахом у октобру 1929). Други указују како је Фед продубио депресију сужавајући понуду новца управо у тренутку када је тржишту ликвидност била најпотребнија.
Постављају се и питања о законској моћи Конгреса да на независну агенцију пренесе своја овлашћења „да кује новац, управља његовом и вредношћу страних кованица, и установљава стандарде за тежине и мере“ (члан I, одељак 8, ставка 5 Устава САД). Ови критичари тврде да, контролишући каматне стопе и тако и инфлацију, Фед контролише и вредност америчке валуте, а уплитањем у девизна тржишта (форекс), што су додуше ретко чинили у последњих неколико година, и вредност долара у односу на друге валуте.
Контроверзније теорије иду дотле да тврде да су Савезне резерве створене ради преноса богатства од америчког „народа“ банкама или другим моћним групама кроз инфлацију и монетизовање владиног дуга. Други пак кажу да Фед подржава велике националне банке науштрб мањих обласних банака. Ниједна од ових теорија није шире прихваћена.
Коначно, неки верују да Савезне резерве нису непристрасне у односу на америчке изборе и умеју да подигну или спусте каматне стопе како би помогле или нашкодиле неком од кандидата. Овакве оцене су посебно уперене на садашњег председавајућег Алана Гринспена, који себе описује као присталицу Аин Рандиног економског индивидуализма–Њујорк тајмс је објавио посебан чланак о његовој наклоности ка Рандиним идејама и раду–и који је радио за републиканске политичаре. Фед је каматне стопе подигао пред председничке изборе 2000, и спустио пред изборе 2004. Истини за вољу, каматне стопе су благо спуштене и пред изборе 1996. Многи републиканци криве Гринспена за претесну монетарну политику пре избора 1992, што је штетило тадашњем председнику Џорџу Х. В. Бушу.

### Чланци

#### Историја
- Прерани закључак - Фед Сент Луиса Архивирано на веб-сајту  (25. јануар 2021)
- Банка савезних резерви Минеаполиса - Област - Крсташки поход Пола Варбурга да установи Централну банку у Сједињеним државама (Мај 1989)

#### Критика
- www.federal-reserve.net - противљење Феду
- Конгре би требало да се одупре Феду Архивирано на веб-сајту  (6. март 2005), Ралф Нејдер
- Банкарима милијарде, народу дугови, Шелдон Емри
- Тајне Савезних резерви - лондонска веза, Јустас Малинс
- Чији је Фед?, Бил Вулсли
- Шта је влада учинила од нашег новца?, Мареј Ротбард
- Систем савезних резерви: погубан паразит на америчком политичком телу, Едвин Вијеира
- Господари новца - како су међународни банкари дошли до контроле над Америком (1996) (Freeview видео), Still Productions
- Хоћу планету и још 5%, Лери Ханиген
- Савезне резерве су приватна фирма, Томас Шауф

#### Друго
- Како се управља Федом, и шта он ради из Крисчен Сајенс Монитора, Марк Трумбул, 26. октобар 2005.
- Andrews, Edmund L. (Nov. 5, 2005). "All for a more open Fed" (Сви за отворенији Фед). New Straits Times, pp. 21.